# Saulkrasti
Saulkrasti (niem. Neubad) – miasto na Łotwie, na północ od Rygi, stolica novadsu Saulkrasti. Zamieszkana przez 3280 osób (2016).
W Saulkrasti miał miejsce w 2005 Festiwal Jazzowy. Miasto leży nad Zatoką Ryską i jest częstym miejscem wypoczynkowym na plaży dla mieszkańców Rygi.
Przez miasto przebiega międzynarodowa droga Via Baltica (E 67 Helsinki – Tallinn – Parnawa – Saulkrasti – Ryga – Bauska – Poniewież – Kowno – Mariampol – Suwałki – Białystok – Warszawa – Piotrków Trybunalski – Wrocław – Kłodzko – Hradec Králové – Praga). 
We wsi znajduje się stacja kolejowa Saulkrasti na linii Zemitāni – Skulte.

## Miejscowości partnerskie
- Gnesta
- Odolanów